# Analytic network process
 (octobre 2013).
Si vous disposez d'ouvrages ou d'articles de référence ou si vous connaissez des sites web de qualité traitant du thème abordé ici, merci de compléter l'article en donnant les références utiles à sa vérifiabilité et en les liant à la section « Notes et références ».
Analytic network process (ANP) est une méthode d'aide à la décision développée par Thomas L. Saaty.
Il s'agit d'une généralisation de la méthode AHP (procédure hiérarchique d'analyse) dans laquelle le graphe représentant les liens entre les critères de décision n'est pas nécessairement un arbre.